# تلخ‌آب (زنجانرود)
تلخان (زنجان)، روستایی از توابع بخش زنجانرود شهرستان زنجان در استان زنجان ایران است.
زبان مردم این روستا ترکی آذربایجانی است.

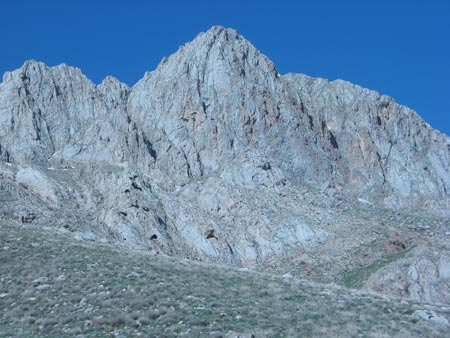
تصویر قله تکه قایاسی

## جمعیت
این روستا در دهستان زنجان‌رود پایین قرار دارد و براساس سرشماری مرکز آمار ایران در سال 1395 جمعیت آن 295 نفر (96 خانوار) بوده است .